# Cuculus rochii
Cuculus rochii е вид птица от семейство Cuculidae.

## Разпространение
Видът е разпространен в Бурунди, Замбия, Демократична република Конго, Кения, Мадагаскар, Малави, Мозамбик, Руанда, Танзания и Уганда.